# Образ Наполеона в культуре
Образ Наполеона, как великого полководца и государственного деятеля, получил широкое отражение в культуре. Благодаря отличительным особенностям во внешности и манере поведения Наполеон является узнаваемым культурным персонажем. Различные художники по-разному передают образ Наполеона (в классическом, романтическом, реалистическом и др. стилях) в зависимости от собственного понимания его роли и места в истории.

## В живописи

### В европейской живописи
В числе наиболее известных работ европейских живописцев, посвящённых Наполеону — произведения Жана Огюста Энгра, Жака Луи Давида, Поля Делароша и других художников.
Картины Давида и Делароша изображают переход Наполеона через Альпы в ходе Итальянского похода 1800 года. На картине «Наполеон на перевале Сен-Бернар» Давид изображает молодого революционного генерала Наполеона Бонапарта во главе Итальянской армии высоко в Альпийских горах. Произведение писалось в те времена, когда Наполеон был у власти как Первый консул Французской республики. Композиция сильно театрализована, замысел картины состоит в возвеличивании Наполеона.
Картина Делароша «Переход Наполеона через Альпы» написана в 1848 году и, напротив, показывает то же самое событие в более реалистическом виде — Наполеон выглядит унылым и замёрзшим после долгого перехода. Эта картина стала одним из первых образцов реализма и его типичным примером.
«Шах!» — картина французского художника Жана-Жоржа Вибера на сюжет эпизода из жизни Наполеона I Бонапарта. Он играет против своего дяди (кардинала Жозефа Феша), который ставит его в тяжёлое положение в партии и уже отказал ему в политической поддержке, перейдя на сторону папы римского.

Наполеон пересекает Альпы
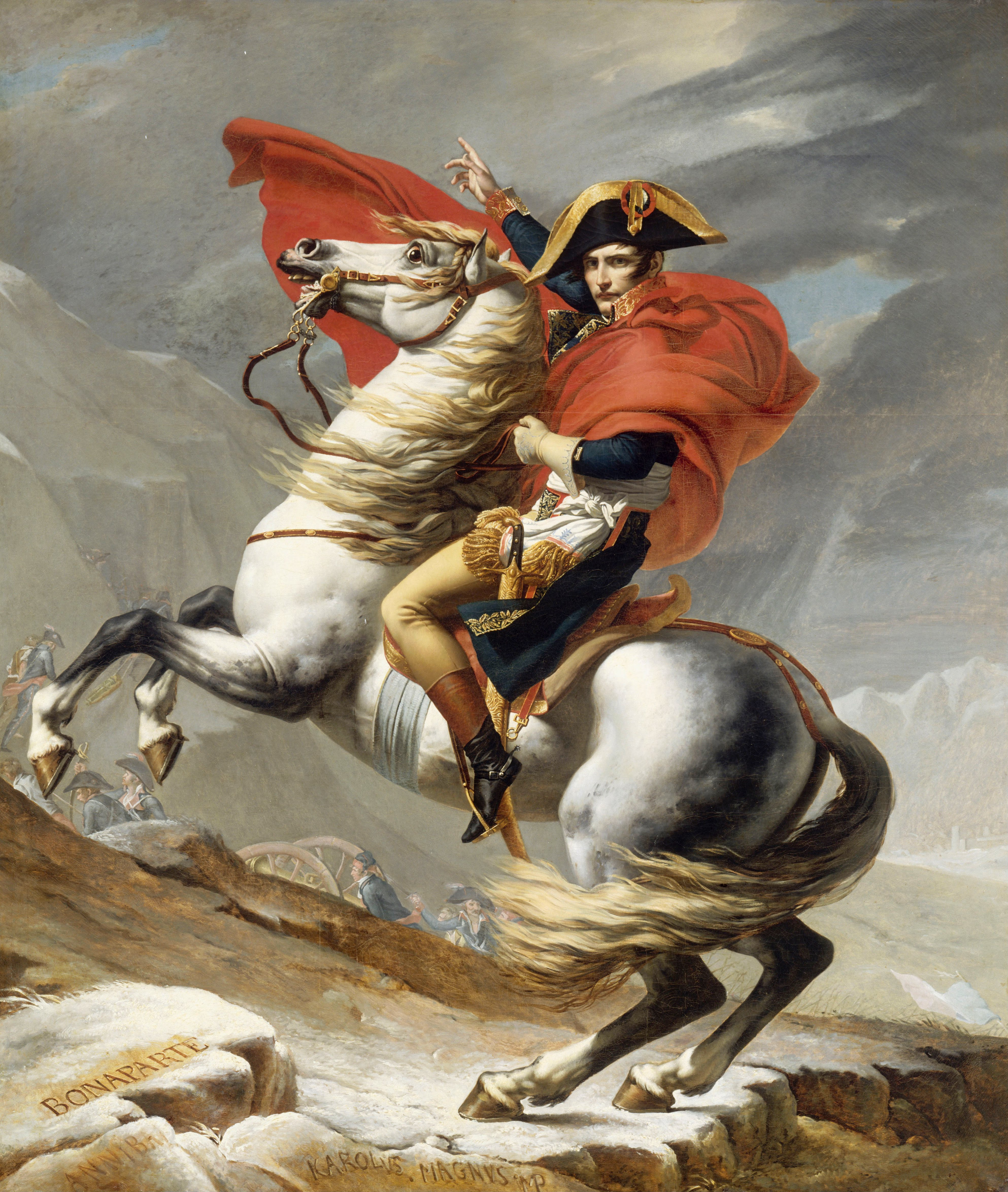
Апологетическая версия Ж.-Л. Давида (1805)
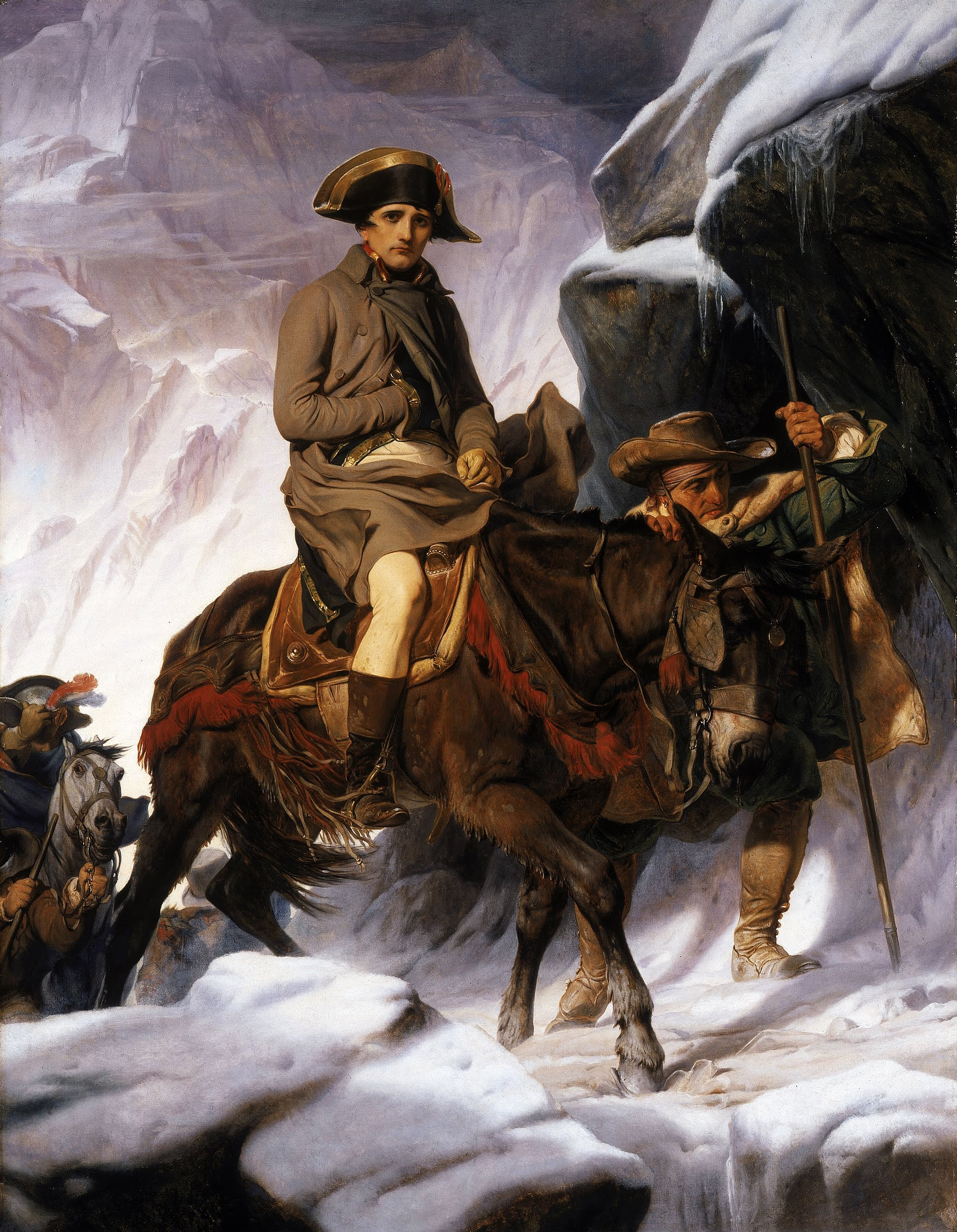
Реалистическая версия П. Делароша (1848)
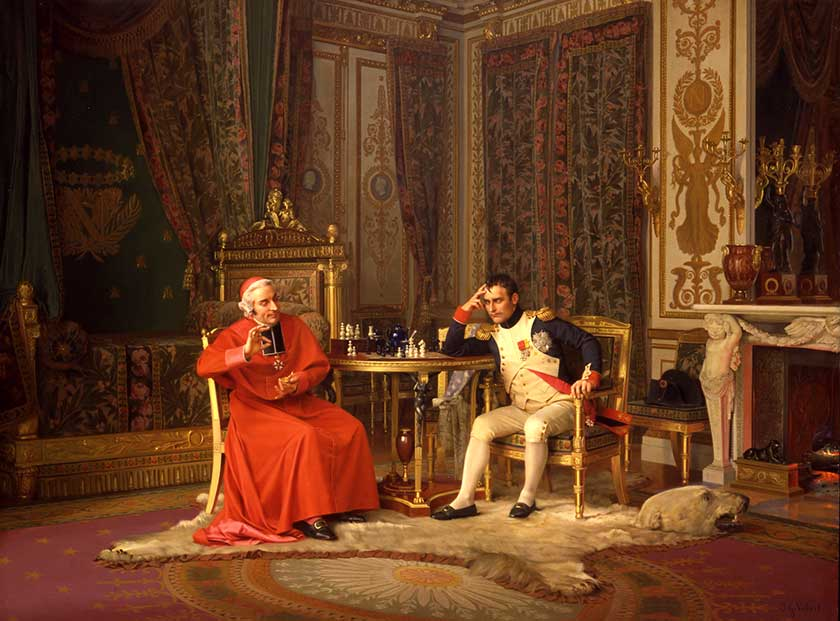
Жан-Жорж Вибер. «Шах!»

### В русской живописи
В русской живописи среди произведений, посвящённых Наполеону, выделяется цикл полотен Василия Верещагина, о войне 1812 года.

## В монументальном искусстве

### Конные статуи
| Местоположение                                                                               | Краткие сведения | Изображение |
| -------------------------------------------------------------------------------------------- | --- | ----------- |
| Аяччо, площадь Диамант (фр. Place du Diamant) 41°55′03″ с. ш. 8°44′10″ в. д.                 | Памятник Наполеону I и четырём его братьям Открыт 15 мая 1865 года; скульптуры из бронзы, пьедестал из розового корсиканского гранита. Скульпторы: Антуан-Луи Бари — конная статуя Наполеона; Габриэль-Жюль Тома, Жан-Клод Пети (фр. Petit) и Жак-Леонар Майе — ростовые статуи соответственно Люсьена, Жозефа и Луи, Жерома Бонапартов; архитектор Эжен Эммануэль Виолле-ле-Дюк. Фигуры Наполеона и братьев, стилизованные под римского императора и патрициев, отлиты из бронзы австрийских пушек, захваченных Наполеоном III в ходе итальянской кампании 1859 года. Монумент воздвигнут на средства, собранные по подписке. |             |
| Ла-Рош-сюр-Йон, площадь Наполеона (фр. Place Napoléon) 46°40′14″ с. ш. 1°25′35″ з. д.        | Памятник Наполеону I 1854 год, бронза. Скульптор Эмильян де Ньеуверкерке. |             |
| Лаффре, «Лужайка встречи» фр. («Prairie de la Rencontre») 45°01′11″ с. ш. 5°46′29″ в. д.     | Памятник Наполеону I 1868 год, бронза. Скульптор Эмманюэль Фремье. До 1870 года скульптура стояла в Гренобле. С 1930 года в Лаффре. Здесь, на «Лужайке встречи», 7 марта 1815 года, после побега с Эльбы и высадки во Франции, путь двигавшемуся на Париж Наполеону преградил пятый линейный полк, которому Людовик XVIII приказал арестовать узурпатора. Никогда не отступавший перед лицом опасности, Наполеон без оружия и охраны выступил навстречу боевому построению и, приблизившись к строю, воскликнул: «Солдаты пятого полка! Вы меня узнаёте? Кто из вас хочет стрелять в своего императора? Стреляйте!» После мига колебаний воины ответили ему громогласным Vive L’Emperor! — Да здравствует император! 20 марта 1815 года Наполеон без боя вступил в Париж. |             |
| Руан, площадь Генерала де Голля (фр. Place Général-de-Gaulle) 49°26′36″ с. ш. 1°05′56″ в. д. | Памятник Наполеону I 1865 год, бронза. Скульптор Габриэль-Виталь Дюбре; автор пьедестала — архитектор Луи Демаре. |             |
| Шербур, площадь Наполеона (фр. Place Napoléon) 49°38′35″ с. ш. 1°37′27″ з. д.                | Памятник Наполеону I 1857 год, бронза. Скульптор Арман Ле-Вейль. Монумент запечатлел события 1803 года: Наполеон осматривает шербурский рейд и указывает на строящийся военный порт. На пьедестале памятника высечены его слова: «Я решил обновить Шербур в духе чудес Египта» (фр. «J'avais résolu de renouveler à Cherbourg les merveilles de l'Egypte»). |             |

### Ростовые статуи

#### В образе военачальника и государственного деятеля
| Местоположение | Краткие сведения | Изображение                                        |
| --- | --- | -------------------------------------------------- |
| Аяччо, Аустерлицкая площадь (фр. Place d'Austerlitz) 41°54′59″ с. ш. 8°43′25″ в. д.                                                              | Памятник Наполеону I, Императору французов 1938 год, бронза. Скульптор Шарль-Эмиль Сёр (фр. Charles Emile Seurre), архитектор Роджер Сиссал (фр. Roger Séassal) | внешнее изображение                                |
| Бриен-ле-Шато, площадь Мэрии (фр. Place Hôtel de Ville ) 48°23′35″ с. ш. 4°31′35″ в. д.                                                          | Памятник Наполеону Буонапарте — пятнадцатилетнему выпускнику военного училища в Бриене 1879 год, бронза. Скульптор Луи Роше (фр. Louis Rochet). Наполеон учился в военном училище в Бриен-ле-Шато с мая 1779 по октябрь 1784 года. | внешнее изображение                                |
| Ватерлоо, близ заведения «Бивуак императора» фр. («Le Bivouac de l'Empereur») 50°40′48″ с. ш. 4°24′17″ в. д.                                     | Памятник Наполеону I, Императору французов Бронза. |                                                    |
| Вимиль (фр. Wimille), у перекрестка улицы Наполеона (фр. Rue Napoléon) и авеню Колонны (фр. Avenue de la Colonne) 50°44′28″ с. ш. 1°37′02″ в. д. | Колонна Великой Армии, или Колонна Наполеона Воздвигнута в период с 1804 по 1821 годы. Архитектор Элуа Лабарр. |                                                    |
| Маренго, перед зданием музея «Битва при Маренго» 44°53′43″ с. ш. 8°40′24″ в. д.                                                                  | Памятник Первому консулу Бонапарту 1847 год, мрамор. Скульптор Бенедетто Каччатори (итал. Benedetto Cacciatori). | Увидеть изображение памятника можно, кликнув здесь |
| Осон, центральная площадь (фр. Place d'Armes) 47°11′37″ с. ш. 5°23′18″ в. д.                                                                     | Памятник лейтенанту Бонапарту 1857 год, бронза. Скульптор Франсуа Жуффруа. Наполеон служил в расквартированном в Осоне артиллерийском полку в чине лейтенанта с середины декабря 1787 по январь 1791 года. |                                                    |
| Париж, Двор почёта (фр. Cour d'Honneur) Дома Инвалидов 48°51′21″ с. ш. 2°18′45″ в. д.                                                            | Скульптура Наполеона I в образе «Маленького капрала» 1833 год, бронза. Скульптор Шарль-Эмиль Сёр (фр. Charles Emile Seurre). Раньше эта скульптура была установлена на Вандомской колонне (вторая по счету скульптура Наполеона на указанной колонне; нынешняя, третья по счету, копирует в основных чертах первую скульптуру — работы Антуана-Дени Шоде, оригинал которой не сохранился до наших дней). |                                                    |

#### В образе богов, античных героев и императоров
| Местоположение                                                                                                  | Краткие сведения | Изображение |
| --- | --- | ----------- |
| Аяччо, площадь Фэш (фр. Place Fesch), или площадь Пальм (фр. Place des Palmiers) 41°55′07″ с. ш. 8°44′17″ в. д. | Памятник Наполеону Бонапарту, Первому консулу Белый мрамор. Скульптор Франческо Массимилиано Лаборе (Francesco Massimiliano Laboureur); автор фонтана «Четырёх львов» у подножия памятника — Жером Мальоли (Jérôme Maglioli). |             |
| Бастия, площадь Св. Николая (фр. Place Saint Nicolas) 42°41′59″ с. ш. 9°27′03″ в. д.                            | Памятник Императору Наполеону I 1810-1814 годы, мрамор. Статуя первоначально предназначалась для Ливорно. В Бастии установлена в 1854 году. Скульптор Лоренцо Бартолини. |             |
| Компьень, Компьенский замок 49°25′09″ с. ш. 2°49′51″ в. д.                                                      | Скульптура Наполеона I в облачении римского цезаря Мрамор. Скульптор Антуан-Дени Шоде (фр. Antoine-Denis Chaudet). Статуя является копией знаменитой работы Шоде. В Компьенском замке находится с 1857 года, где её установил Наполеон III, который приобрёл скульптуру у принцессы Элизы Наполеоны — дочери Элизы Бонапарт, родной сестры Наполеона. |             |
| Лондон, собрание Веллингтона 51°30′12″ с. ш. 0°09′06″ з. д.                                                     | Скульптура Наполеона в облике Марса-миротворца 1802-1806 годы, белый мрамор. Скульптор Антонио Канова. |             |
| Милан, галерея Брера 45°28′19″ с. ш. 9°11′17″ в. д.                                                             | Скульптура Наполеона в облике Марса-миротворца 1811 год, бронза. Скульптор Антонио Канова. Копия скульптуры, хранящейся в Лондоне в собрании Веллингтона. |             |
| Париж, Вандомская площадь 48°52′03″ с. ш. 2°19′46″ в. д.                                                        | Скульптура Наполеона I в облачении римского цезаря на Вандомской колонне 1875 год, бронза. Скульптор Огюст Дюмон (фр. Auguste Dumont). Венчающая ныне колонну скульптура является третьей по счету и копирует в основном первую, работы Антуана-Дени Шоде, которая была удалена с колонны в 1814 году и не сохранилась. Вторая скульптура, водружённая на колонну в 1833 году, изображала Наполеона в образе «Маленького капрала» и была заменена на нынешнюю по пожеланию Наполеона III. |             |

## В литературе

### В русской литературе
- Тематику образа Наполеона первым поднял А. С. Пушкин в своих ранних лицейских стихотворениях «Воспоминания о Царском Селе», «Наполеон на Эльбе». Здесь Наполеон предстаёт «бичом Европы», коварным завоевателем (прошло немного времени с 1812 года). В «Евгении Онегине», Пушкин рассматривал его человеческие качества: эгоизм, гордость, чувство исключительности. В стихотворении «Наполеон» написанном поэтом при получении известия о смерти императора, Пушкин уже восхваляет усопшего как бессмертного и великого человека, завещателя свободы. Герой «Пиковой дамы» Германн имеет сходство с Наполеоном (VI; 228), что призвано подчеркнуть основное его качество — погоню за несбыточной мечтой[2][3].
- Если в раннем творчестве М. Ю. Лермонтова Наполеон является романтической роковой фигурой («Эпитафия Наполеона»); то позднее предстаёт символом западной культуры, борцом с судьбой, а не покорным исполнителем велений рока («Воздушный корабль», «Последнее новоселье»)[4].
- Образ Наполеона в произведении Л. Н. Толстого «Война и мир» отрицательный, Бонапарт предстаёт перед читателем в образе не великого человека, а неполноценного, ущербного «палача народов».
- Ф. М. Достоевский приводит его имя как негативный идеал «сверхчеловека» в романе «Преступление и наказание», также упоминает в «Записках из подполья».
- Пребывание Наполеона в ссылке и его смерть стали темой для повести Марка Алданова «Святая Елена, маленький остров» (1921 год).

### В зарубежной литературе

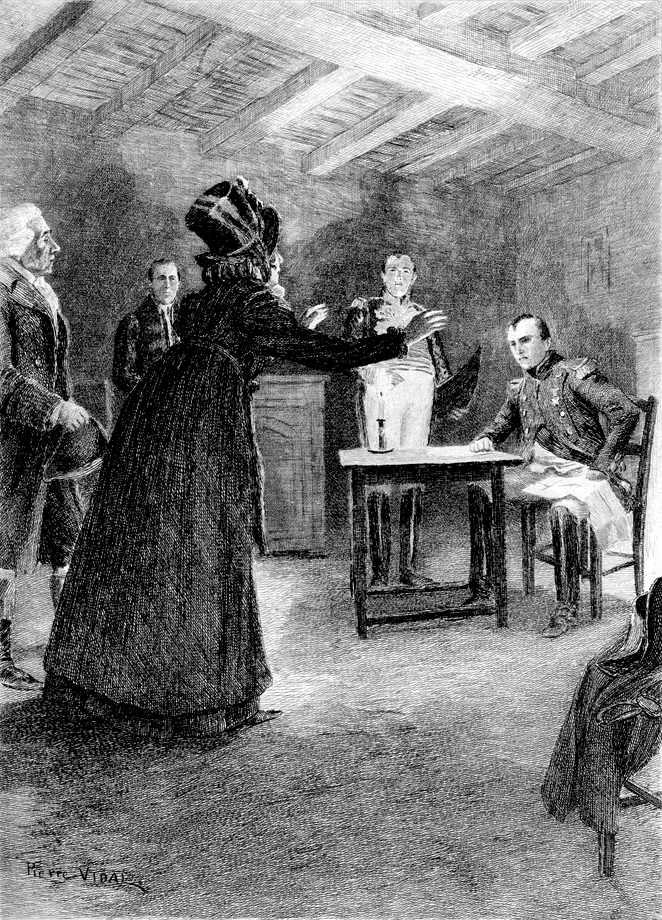
Мадмуазель де Сен-Синь и Наполеон. Иллюстрация к роману «Тёмное дело».

- Одним из создателей романтического мифа о Наполеоне, так называемой «наполеоновской легенды» был Беранже.
- Два стихотворения австрийского поэта-романтика Йозефа фон Цедлица посвящены Наполеону I и «наполеоновской легенде»: «Корабль призраков» и «Ночной смотр». В России они прославились в русских переводах М. Ю. Лермонтова («Воздушный корабль») и В. А. Жуковского («Ночной смотр»).
- Генрих Гейне написал стихотворение («романс») «Два гренадёра» («Die Grenadiere»), который вошёл в сборник «Книга песен» (1827). Тема стихотворения — горе двух французских гренадёров, вернувшихся в Европу из Русского похода и узнавших об отречении любимого императора.
- Стендаль, который служил интендантом в армии Наполеона, составил жизнеописание Наполеона[5], а в начале неоконченной книги «Воспоминаний о Наполеоне» (1837) отмечал: «Я испытываю нечто вроде благоговения, начиная писать первую фразу истории Наполеона»[6].
- Александр Дюма создал собственный вариант жизнеописания императора[7].
- Наполеону посвящен цикл из 10 романов французского писателя Эдмона Лепеллетье.
- Наполеон является одним из героев романа «Мария Валевская» польского писателя Мариана Брандыса[8].
- Французский писатель Макс Галло посвятил ему свой одноимённый роман[9], на основе которого был снят самый дорогой в истории европейский мини-сериал.
- Также образ Наполеона нашёл отражение в творчестве Андре Моруа «Наполеон. Жизнеописание». Не стоит обходить вниманием и книгу Лас Каза «Записки узника Святой Елены».
- Наполеон появляется в романе «Отверженные» Виктора Гюго: священник Мириэль становится епископом благодаря встрече с императором. Также Наполеон много раз упоминается в последующих главах романа, в том числе при описании битвы при Ватерлоо.
- Анатоль Франс упоминает Наполеона в романе «Преступление Сильвестра Бонара»: в наполеоновской армии воевал Виктор Аристид Мальдан, дядя главного героя, а отец Сильвестра Бонара долго работал в наполеоновском правительстве. Именно на почве отношения к Наполеону в семье Бонара и в семье его возлюбленной Клементины их отношения оказываются обречены.
- Появляется в романе Оноре де Бальзака «Тёмное дело»: где главной героине перед битвой при Йене удаётся вымолить у него амнистию для своих родных, которым были уготованы каторжные работы на десятилетия.

## В музыке

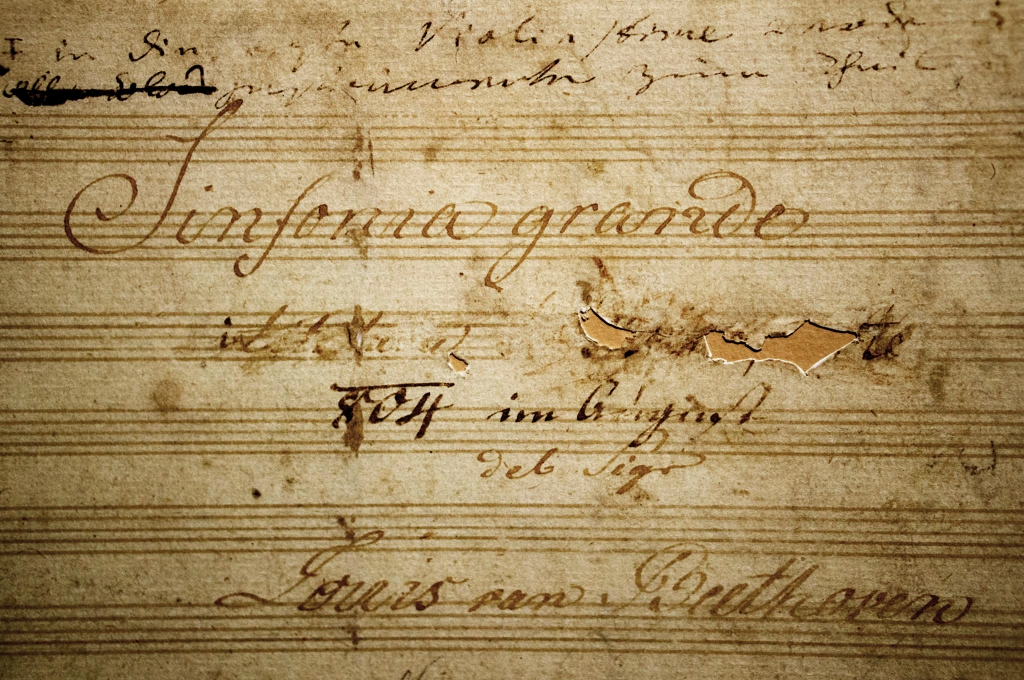
Титульный лист Симфонии № 3 Бетховена

- Первоначально Героическая симфония (Симфония № 3) ми-бемоль мажор, op. 55 (1804) Бетховена была написана в честь Наполеона и посвящена ему, но в дальнейшем, из-за разочарования в Наполеоне, провозгласившем себя императором, композитор вычеркнул его имя из партитуры симфонии, не изменив при этом ни одной ноты.
- В 1832 году немецкий композитор Карл Лёве написал балладу «Ночной смотр» («Die Nächtliche Heerschau», op. 23) на стихи австрийского поэта Йозефа фон Цедлица. Тема этого сочинения — легенда о призраке Наполеона, в полночь восстающего из гроба и принимающего парад своей армии.
- В 1836 году Михаил Глинка написал балладу «Ночной смотр» на стихи Жуковского, являющиеся вольным переводом баллады Цедлица. Оба композитора, по-видимому, не были знакомы с творчеством друг друга.
- В 1840 году Роберт Шуман написал романс «Два гренадёра» («Die Grenadiere», op. 49 № 1) на стихи Гейне (из сборника «Книга песен», 1827). Тема стихотворения — горе двух французских гренадёров, вернувшихся в Европу из Русского похода и узнавших об отречении любимого императора. В последних двух строфах мелодия шумановского романса мелодия превращается в мелодию «Марсельезы» — гимна и музыкального символа наполеоновской Франции.
- В том же самом году (за полгода до Шумана) на эти же самые стихи (но во французском переводе Ф. А. Лёве-Веймара) написал песню «Les deux grenadiers» (WWV 60) Рихард Вагнер, живший тогда в Париже. В конце этой песни тоже звучит мотив из «Марсельезы» — хотя оба композитора не знали о сочинениях друг друга.
- Гектор Берлиоз в 1849 году посвятил памяти Наполеона своё монументальное хоровое сочинение Te Deum, Op. 22 / H118.

## В театре
- «Наполеон Бонапарт» — драма Александра Дюма-отца (1831).
- «Наполеон Бонапарт» — балет Тихона Хренникова в постановке Андрея Петрова («Кремлёвский балет», 1995).

## В кино
- «Встреча Наполеона с Папой» / Entrevue de Napoléon et du Pape (немой, Франция, 1897), реж. Луи Люмьер
- «Наполеоновская эпопея — Наполеон Бонапарт[итал.]» (немой, Франция, 1903), реж. Люсьен Нонге
- «Наполеоновская эпопея — Империя[итал.]» (немой, Франция, 1903), реж. Люсьен Нонге
- «Наполеон и часовой» / Napoléon et la sentinelle (немой, Франция, 1907), реж. Анри Дефонтен[фр.]
- «Наполеон и английский моряк» / Napoleon and the English Sailor (немой, Великобритания, 1908) реж. Алф Коллинз — актёр Герберт Дарнли[англ.]
- «Наполеон — человек судьбы» / Napoleon, the Man of Destiny (немой, США, 1908) реж. Джеймс Блэктон — актёр Уильям Хамфри[англ.]
- «Наполеон и императрица Жозефина» / Napoleon and the Empress Josephine (немой, США, 1909), реж. Джеймс Блэктон — актёр Уильям Хамфри[англ.]. Этот и предыдущий фильмы считались частями фильма Жизнь Наполеона[итал.]
- «Наполеон» / Napoléon (немой, Франция, 1909) — актёр Макс Шарлье
- «Неудачная партия Наполеона» / La partie d'échecs de Napoléon (немой, Франция, 1909), реж. Викторен Жассе
- «Смерть герцога Энгиенского[фр.]» (немой, Франция, 1909), реж. Альбер Капеллани
- «Наполеон и княгиня Хацфельд» / Napoleone e la principessa di Hatzfeld (немой, Италия, 1909)
- «Послание Наполеону на Эльбу[дат.]» (немой, Дания, 1909, реж. Вигго Ларсен — актёр Вигго Ларсен
- «Наполеон и его маленький трубач» / Napoleon og hans lille Trompetist (немой, Дания, 1909), реж. Вигго Ларсен — актёр Вигго Ларсен
- «Мадам Сан-Жен[дат.]» (немой, Дания, 1909), реж. Вигго Ларсен — актёр Вигго Ларсен
- «Иоахим Мюрат[фр.]» (немой, Италия, 1910), реж. Джузеппе де Лигоро[фр.]
- «1814[фр.]» (немой, Франция, 1910), реж. Луи Фейад
- «1812» (немой, Франция, 1910), реж. Камиль де Морлон[фр.], Фернан Зекка — актёр Макс Шарлье
- «Орёл и Орлёнок» / L’aigle et l’aiglon (немой, Франция, 1910), реж. Андре Кальметт — актёр Филипп Гарнье
- «Герцог Рейхштадтский, Наполеон II (1811—1832)» / Le duc de Reichstadt, Napoléon II (1811—1832) (немой, Франция, 1911) реж. Жорж Денола[фр.]
- «Гренадёр Роланд[итал.]» (немой, Италия, 1911), реж. Луиджи Маджи — актёр Арриго Фруста[итал.]
- Наполеон на Святой Елене[фр.], (немой, Италия, 1911) реж. Марио Казерини — актёр Витторио Росси Пьянелли[итал.]
- «Мадам Сан-Жен[фр.]» (немой, Франция, 1911), реж. Андре Кальметт, Анри Дефонтен[фр.] — актёр Эдмонд Дюкен
- «Для Императора» / Pour l’empereur (немой, Франция, 1911), реж. Андре Кальметт
- «Бонапарт и Пишегрю» / Bonaparte et Pichegru (немой, Франция, 1911), реж. Жорж Денола[фр.] — актёр Жорж Селлар[англ.]
- «Последнее королевство Наполеона (остров Эльба)» / Ultimo regno di Napoleone (Isola d’Elba) (немой, Италия, 1911)
- «Мемориал Святой Елены» / Le mémorial de Sainte-Hélène (немой, Франция, 1911) (фильм, основанный на мемуарах Наполеона и Лас Каза, реж. Мишель Карре
- «Поставить мат» / Checkmated (немой, Великобритания, 1911), реж. Тео Френкель — актёр Тео Френкель
- «1812 год» (немой, Россия, 1912), реж. Василий Гончаров, Кай Ганзен, Александр Уральский — актёр Павел Кнорр
- «Наполеон, ребёнок и казаки[фр.]» (немой, Франция, 1912), реж Луи Фейад — актёр Рене Карл
- «Жозефина, императрица» / Joséphine impératrice (немой, Франция, 1912), реж. Анри Пукталь[фр.]
- «Фальшивый Наполеон[итал.]» (немой, США,1912), реж. Чарльз Кент — актёр Уильям Хамфри[англ.].
- «Военнопленный[итал.]» (немой, США, 1912), реж. Джонс Сирл-Доули — актёр Чарльз Саттон[англ.]
- «Монте Кристо[фр.]» (немой, США, 1912), реж. Колин Кэмпбелл — актёр Джордж Эрнандес[англ.]
- «Жозефина Богарне» / Giuseppina Beauharnais (немой, Италия, 1912), реж. ? — актёр Эмилио Гионе
- «Война и мир» (немой, Россия, 1913), реж. Пётр Чардынин
- «Поцелуй императора» / Le baiser de l’empereur (немой, Бельгия, 1913), реж. Альфред Машен — актёр Макс Шарлье
- «Ригадин и Наполеон[фр.]» (немой, Франция, 1913), реж. Жорж Монка[англ.] — актёр Макс Шарлье
- «Эпизод Ватерлоо» / Un épisode de Waterloo (немой, Бельгия, 1913), реж. Альфред Машен
- «Его жизнь за своего императора[итал.]» (немой, США, 1913), реж. Уильям Хамфри[англ.] — актёр Уильям Хамфри[англ.]
- «Сердца первой империи[англ.]» (немой, США, 1913), реж. Уильям Хамфри[англ.] — актёр Уильям Хамфри[англ.]
- «Битва при Ватерлоо[англ.]» (немой, Великобритания, 1913), реж. Чарльз Уэстон — актёр Эрнест Дж. Бэтли[англ.]
- «Приключения прыщика: битва при Ватерлоо» / The Adventures of Pimple: The Battle of Waterloo (немой, Великобритания, 1913), реж. Фред Эванс[англ.], актёр — Джо Эванс Фред Эванс[англ.]. Фильм является пародией предыдущего фильма.
- «Орлёнок» / L’aiglon (немой, Франция, 1913), реж. Эмиль Шотар[англ.] — актёр Эмиль Шотар[фр.]
- «Старая гвардия[итал.]» (немой, США, 1913), реж. Джеймс Янг[англ.] — актёр Мистер Бен
- «Человек судьбы» / The Man of Destiny (немой, США, 1914), реж Уолтер Эдвин[итал.] — актёр Чарльз Саттон[англ.]
- «Наполеон, эпопея Наполеона[итал.]» (немой, Италия, 1914), реж. Эдоардо Бенчивенга[итал.] — актёр Карло Кампогаллиани
- «Бог войны» (немой, Польша, Франция, 1914), реж. Александр Герц — актёр Стефан Ярач
- «Война и мир» (немой, Россия, 1915), реж. Владимир Гардин, Яков Протозанов — актёр Владимир Гардин
- «Бригадир Жерар[англ.]*» (немой, США, 1915), реж. Берт Хелдейн[англ.] — актёр А. Э. Джордж[англ.]
- «Ригадин: лицо Наполеона» / Rigadin face à Napoléon (немой, Франция, 1915) (1910?), реж. Жорж Монка[фр.]
- «Ярмарка тщеславия[англ.]» (немой, США, 1915), реж. Чарльз Бребин, Юджин Наулэнд — актёр Филип Куинн
- «Графиня Валевская[нем.]» (немой, Германия, 1920), реж. Отто Рипперт — актёр Рудольф Леттингер[нем.]
- «Мадам Рекамье[нем.]» (немой, Германия, 1920), реж. Йозеф Дельмонт[нем.] — актёр Фердинанд фон Альтен
- «Наполеон и маленькая прачка[нем.]» (немой, Германия, 1920), реж. Адольф Гертнер[нем.] — актёр Рудольф Леттингер[нем.]
- «Наполеон» / Napoleon (мультфильм, США, 1920), реж. Бад Фишер
- «Драма при Наполеоне» / Un drame sous Napoléon (немой, Франция, 1921), реж. Жерар Буржуа[фр.] — актёр Эмиль Дран
- «Герцог Рейхштадтский» / Der Herzog von Reichstadt (Австрия, 1921), реж. Ханс Отто Лёвенштайн[нем.] — Райнер Симонс
- «Агония орлов[фр.]» (немой, Франция, 1922), реж. Доминик Бернар-Дешан[фр.], Жюльен Дювилье — актёр Северин-Марс[фр.]
- «Таковы мужчины» (немой, Германия, 1922), реж. Георг Якоби[англ.] — актёр Эгон фон Хаген
- «Дочь Наполеона» (немой, Германия, 1922), реж. Фридрих Цельник — актёр Людвиг Хартау[нем.]
- «Молодой Медард[нем.]» (немой, Австрия, 1923), реж. Майкл Кёртис — актёр Михаил Ксанто[нем.]
- «Императрица Жозефина или жена полубога» / Empress Josephine; Or, Wife of a Demigod (немой, Великобритания, 1923) реж. Эдвин Гринвуд[англ.] — актёр Чарльз Баррэтт
- «Мадам Сан-Жен[англ.]» (немой, США, 1925), реж. Леонс Перре[англ.] — актёр Эмиль Дран
- «Королевский развод[англ.]» (немой, Великобритания, 1926), реж. Александр Батлер[англ.] — актёр Гвилим Эванс
- «Наполеон» (немой, Франция, 1927), реж. Абель Ганс — актёры Альбер Дьедонне, Владимир Руденко (в детстве). В 1935 году была выпущена звуковая версия этого фильма под названием «Наполеон Бонапарт»
- «Сражающийся орёл[англ.]» (немой, США, 1927), реж. Дональд Крисп — актёр Макс Барвин
- «Славная Бетси» (немой, США, 1928), реж. Алан Кросленд, Гордон Холлингсхед[англ.] — актёр Паскуале Амато
- «Парикмахер Наполеона[англ.]» (США, 1928), реж. Джон Форд — актёр Отто Матисон
- «Ватерлоо[нем.]» (немой, Германия, 1929), реж. Карл Груне — актёр Шарль Ванель
- «Наполеон на острове Святой Елены[нем.]» (немой, Германия, 1929), реж. Лупу Пик — актёр Вернер Краус
- «Парикмахер Наполеона» / El barbero de Napoleón (США, 1930, испанский язык), реж. Сидней Лэнфилд[англ.] — актёр Хуан Аристи Эулате
- «Орлёнок[фр.]» (Франция, 1931), реж. Виктор Туржанский — актёр Эмиль Дран
- «Граф Монте-Кристо» (США, 1934), реж. Роулэнд Ли — актёр Пол Ирвинг
- «Сто дней[англ.]» (Германия, Италия, 1935), реж. Франц Венцлер[нем.] — актёр Вернер Краус
- «Разделённые сердца[англ.]» (США, 1936), реж. Фрэнк Борзейги — актёр Клод Рейнс
- «Майское поле» (Италия, 1936), реж. Джоваккино Форцано — актёр Коррадо Ракка[итал.]
- «Энтони Несчастный» (США, 1936), реж. Мервин Лерой — актёр Ролло Ллойд[англ.]
- «Завоевание[англ.]» (другое название «Мария Валевская») (США, 1937), реж. Кларенс Браун, Густав Махаты — актёр Шарль Буайе
- «Вернемся на Елисейские поля[фр.]» (Франция, 1938), реж. Саша Гитри — актёр Эмиль Дран
- «Невеста короля[итал.]» (Италия, 1938), реж. Дуилио Колетти[итал.] — актёр Аугусто Маркаччи[англ.]
- «Королевский развод[англ.]» (Великобритания, 1938), реж. Джек Реймонд[англ.] — Пьер Бланшар
- «Мадам Сан-Жен[фр.]» (Франция, 1941), реж. Роже Ришбе[фр.] — актёр Альбер Дьёдонне
- «Удивительная судьба Дезире Клари[фр.]» (Франция, 1942), реж. Саша Гитри — актёры Саша Гитри, Жан-Луи Барро
- «Святая Елена, маленький остров[итал.]» (Италия, 1943), реж. Умберто Скарпелли[итал.], Ренато Симони — актёр Руджеро Руджери[итал.]
- «Кутузов» (СССР, 1943), реж. Владимир Петров — актёр Семён Межинский
- «Кольберг» (Германия, 1945), реж. Файт Харлан — актёр Карл Шаутен
- «Мадам Сан-Жен[исп.]» (Аргентина, 1945), реж. Луис Сесар Амадори[исп.] — актёр Эдуардо Куитиньо[исп.]
- «Памела[фр.]» (Франция, 1945), реж. Пьер де Эрен[фр.] — актёр Жан Шадюк[фр.]
- «Хромой дьявол» (Франция, 1948), реж. Саша Гитри — актёр Эмиль Дран
- «Господство террора». Другое название фильма «Чёрная книга» (США, 1949), реж. Энтони Манн — актёр Шепперд Страдвик
- «Наполеон[итал.]» (Италия, 1951), реж. Карло Боргезио[итал.] — актёр Ренато Рашель[итал.]
- «Граф Монте-Кристо» (Франция, 1954) (реж. Робер Верне — актёр Жюльен Берто
- «Морские дьяволы[англ.]».(Великобритания, США, 1953), реж. Рауль Уолш — актёр Жерар Ури
- «Корабли штурмуют бастионы» (СССР, 1954), реж. Михаил Ромм — актёр Валерий Лекарев
- «Дезире: любовь императора Франции[англ.]» (США, 1954), реж. Генри Костер) — Марлон Брандо
- «Любовь трёх королев[англ.]» (Италия, 1954), реж. Марк Аллегре, Эдгар Георг Ульмер — Жерар Ури
- «Наполеон: Путь к вершине» (Франция, 1955), реж. Саша Гитри — актёры Даниель Желин и Реймонд Пельгрин
- «Война и мир» (США, Италия, 1956), реж. Кинг Видор — актёр Герберт Лом.
- «Королева Луиза» / Königin Luise (ФРГ, 1957) — Рене Дильтген / René Deltgen
- «Мамлюк» (СССР, 1958), реж. Давид Рондели, В. Чанкветадзе, И. Тархнишвили — актёр Тариэл Сакварелидзе
- «Аустерлиц» (Франция, Италия, Югославия, 1960), реж. Абель Ганс — актёр Пьер Монди
- «Мадам Сан-Жен» (Франция, Испания, Италия, 1961), реж. Кристиан-Жак — актёр Жюльен Берто
- «Наполеон II Орлёнок[фр.]» (Франция, 1961), реж. Клод Буассоль[фр.] — актёр Жан-Марк Тибо[фр.]
- «Имперская Венера» (Италия, Франция, 1962), реж. Жан Делакруа — актёр Реймон Пельгрен
- «Война и мир» / War and Peace (Великобритания, 1963). (ТВ) (сериал ITV Пьеса недели[англ.]), реж. Сильвио Наридзано[англ.] — актёр Кеннет Гриффит[англ.]
- «Доктор Кто» (эпизод «Господство террора», Великобритания, 1964) — актёр Тони Уолл.
- «Пепел» (Польша, 1965), реж. Анджей Вайда — актёр Януш Закженский
- «Марыся и Наполеон» (Польша, 1966), реж. Леонард Бучковский — актёр Густав Холоубек
- «Война и мир» (1967), реж. Сергей Бондарчук — актёр Владислав Стржельчик
- «Госпожа Хозяйка имеет графский титул[нем.]» (ФРГ, Италия, Австрия, Венгрия, 1968), реж. Франц Антель[нем.] — актёр Генрих Швайгер[нем.]
- «У госпожи хозяйки есть племянница[нем.]» (ФРГ, Италия, Австрия, Венгрия, 1969), реж. Франц Антель[нем.] — актёр Генрих Швайгер[нем.]
- «Ватерлоо» (Италия, СССР, 1970), реж. Сергей Бондарчук — актёр Род Стайгер
- «Война и мир» (ТВ-сериал) (Великобритания, 1972—1973), реж. Джон Дейвис[англ.] — актёр Дэвид Свифт[англ.]
- «Орел в клетке» / Eagle in a Cage (США-Великобритания, 1972) — актёр Кеннет Хейг
- Shanks (1974) — актёр Ларри Бишоп.
- «Наполеон и любовь» (1974); Бандиты времени (1981) — актёр Иен Холм.
- «Любовь и смерть» (1975) — актёр Джеймс Толкан.
- «Багратион» (1985) — актёр Лолашвили
- «Наполеон и Жозефина: История любви» (1987) — актёр Арманд Ассанте.
- «Наполеон и Европа» / Napoléon et l’Europe (Франция-Бельгия-Канада, 1991) — актёр Жан-Франсуа Стевнен
- «Избранник судьбы» (1987) — актёр Всеволод Шиловский
- «Невероятные приключения Билла и Теда» (1989) — актёр Терри Камиллери
- «Саботаж!» (2000) — актёр Дэвид Суше
- «Новое платье императора» (2001) — актёр Иэн Холм
- «Наполеон» (2002) — актёр Кристиан Клавье
- «Граф Монте-Кристо» (2002) — актёр Алекс Нортон[10]
- «Золотой век» (2003) — актёр Олег Лопухов
- «Адъютанты любви» (2005); «Марго. Огненный крест» (2009), «Василиса» (2013) — актёр Виталий Коваленко
- «Я и Наполеон» (2006) — актёр Даниэль Отёй.
- / Austerlitz, la victoire en marchant (2006); — актёр Бернар-Пьер Доннадьё
- «Война и мир» (2007) — актёр Дельперайт.
- «Судьба повелителя» (2008) — актёр Эвклид Кюрдзидис.
- «Ночь в музее 2» (2009) — актёр Ален Шаба.
- «Ржевский против Наполеона» (2012) — актёр Владимир Зеленский
- «1812: Уланская баллада» (2012) — актёр Эрик Фратикелли
- «Наполеон: Русская компания» / Napoleon: The Campaign of Russia (Франция, 2013), реж. Фабрис Урлье, актёр — Марк Дюре[фр.]
- «Наполеон» (2023), реж. Ридли Скотт, актёр — Хоакин Феникс
- «Холоп 2» (2024), реж. Клим Шипенко, актёр — Павел Деревянко

## Вещи Наполеона
В 2014 году в Париже на аукционе была продана двууголка за €1,8 млн. Обладателем головного убора стал южнокорейский миллионер.
В 2018 году был продан с аукциона во Франции за €350 тысяч один из многочисленных любимых головных уборов полководца — двууголка, потерянная им после битвы при Ватерлоо.